# Gabriel Nasavský
Gabriel Nasavský (Gabriel Michael Louis Ronny de Nassau, * 12. března 2006, Ženeva, Švýcarsko) je lucemburský princ, starší syn prince Louise a Tessy Antony. Je také nejstarším vnoučetem velkovévody Jindřicha I. a velkovévodkyně Marie Teresy Lucemburské.

## Narození
Narodil se 12. března 2006 Louisovi Lucemburskému a jeho tehdejší partnerce Tessy Antony v soukromé nemocnici ve Švýcarsku. Protože se Gabriel narodil mimo manželství, nedostal žádné tituly. Byl legitimizován sňatkem svých rodičů, ale to ho neumístilo v linii následnictví lucemburského trůnu.
Má mladšího bratra, prince Noaha Nasavského, narozeného 21. září 2007.

## Křest
Pokřtěn byl 22. dubna 2006 jako Gabriel Michael Louis Ronny v kostele v Gilsdorfu. Jeho kmotry jsou: jeho teta z otcovy strany, princezna Alexandra Lucemburská, a jeho strýc z matčiny strany, Ronny Antony.
Byl pojmenován:
- Gabriel: pravděpodobně jméno, které se líbilo jeho rodičům
- Michael: pravděpodobně po jeho strýci z matčiny strany Michaelovi Antonym
- Louis: po jeho otci
- Ronny: po jeho strýci z matčiny strany a kmotrovi

## Tituly
- 12. března 2006 – 23. června 2009: Gabriel de Nassau
- 23. června 2009 – současnost: Jeho královská výsost princ Gabriel Nasavský, princ Bourbonsko-Parmský.

Na lucemburský národní den 23. června 2009 velkovévoda Jindřich udělil Tessy Antony titul lucemburské princezny s oslovením Její královské výsosti a titul prince Nasavského a oslovení Královské výsosti jejím synům a budoucím dětem.